# دوستان عزیز من
دوستان عزیز من (کره‌ای: 디어 마이 프렌즈) یک مجموعهٔ تلویزیونی کره جنوبی سال ۲۰۱۶ با بازی
گو هیون-جونگ، کیم هه-جا، نا مون هی، گو دو-شیم، پارک وون سوک، یون یو-جونگ، کیم یونگ اوک و شین گو است. این مجموعه از ۱۳ مه تا ۲ ژوئیه ۲۰۱۶، روزهای جمعه و شنبه ساعت ۲۰:۳۰ (کی‌اس‌تی) از تی‌وی‌ان برای ۱۶ قسمت پخش شد.